# Ben Younger
Ben Younger (New York, 7 ottobre 1972) è un regista e sceneggiatore statunitense.

## Biografia
Younger nasce a Brooklyn e cresce in una famiglia ebrea ortodossa a Eltingville, Staten Island. Si diploma nella Yeshiva (centro studi ebraico sulla Torah e Talmud), prima di entrare nel Queens College di New York, dove studia scienze politiche. Nel periodo dell'università, inizia ad esibirsi come cabarettista. Dopo aver lasciato gli studi, focalizza la sua attenzione sulla carriera politica assumendo il ruolo di analista per l'ufficio di controllo di New York diretto da Alan Hevesi. Dirige inoltre con successo, a soli 21 anni, la campagna elettorale della democratica Melinda Katz.
Nonostante i suoi successi, dal 1995 decide di voler provare nuovamente la stessa sensazione di quando calcava i palcoscenici, ed abbandona così la sua carriera politica, dirigendo dirige due cortometraggi: Maestro e L & M. Partecipa come tecnico in alcuni film e gira alcuni videoclip e pubblicità.

## Carriera
Nel 1995 ha un colloquio di lavoro per una società di broker finanziari. Questa esperienza viene utilizzata per creare il suo primo film, 1 chilometro da Wall Street. Dopo alcuni anni per trovare i fondi per le riprese il film vede la luce nel 2000. Un film drammatico incentrato sul mondo delle chop Shops (compagnie di brokeraggio minori), interpretato da Giovanni Ribisi, Vin Diesel, Jamie Kennedy e Ben Affleck.
Il secondo film di Younger, Prime (2005), è una commedia romantica che riguarda la relazione tra un giovane ragazzo ebreo (Bryan Greenberg), una donna molto più grande di lui (Uma Thurman) e la madre del ragazzo (Meryl Streep).
Oltre alla carriera di regista, Younger ha scritto diversi articoli per la rivista The New Yorker e ha venduto alcune puntate pilota per network come ABC e FOX.
È anche un appassionato di motociclismo, ha infatti dichiarato di voler dirigere un film sul mondo delle corse in moto.

## Filmografia

### Regista

#### Cinema
- 1 Km da Wall Street (Boiler Room) (2000)
- The Hit Man and the Investigator (2001) - cortometraggio
- The Car Thief and the Hit Man (2001) - cortometraggio
- Toothpaste (2004) - cortometraggio
- Prime (2005)
- Bleed - Più forte del destino (Bleed for This) (2016)

#### Televisione
- Army Wives - Conflitti del cuore (Army Wives) - serie TV, episodio 1x01 (2007)

### Sceneggiatore
- 1 Km da Wall Street (Boiler Room) (2000)
- Prime (2005)
- Bleed - Più forte del destino (Bleed for This) (2016)